# Diego Gorgal
Diego Pablo Gorgal (Buenos Aires, 5 de enero de 1977- Buenos Aires, 13 de octubre de 2024) fue un politólogo y político argentino, perteneciente al Frente Renovador. Fue ministro de Gobierno de la ciudad de Buenos Aires entre 2006 y 2007.

## Biografía
Diego Gorgal fue licenciado en Ciencias Políticas por la Universidad Católica Argentina y realizó un máster en Políticas Públicas en la Universidad Georgetown. Fue asesor del exministro de Justicia de Argentina Juan José Álvarez (2002-2003) y del área de Seguridad y Justicia del exintendente de Tigre Sergio Massa. Fue subsecretario de Planificación y Logística de Seguridad de la provincia de Buenos Aires (2003-2004), y secretario de Seguridad (2005-2006) y ministro de Gobierno (2006-2007) de la ciudad de Buenos Aires. Además fue profesor de la Universidad Di Tellay de la Universidad Nacional de Tres de Febrero.

### YPF
En enero de 2020, Gorgal fue designado como Gerente de Seguridad Física de YPF luego de que su nombre sonara para ocupar la cartera de seguridad del gobierno de Alberto Fernández.

### Fallecimiento
Gorgal padeció un cáncer y falleció el domingo 13 de octubre de 2024. Estaba casado y tenía un hijo.